# Brandon Gill

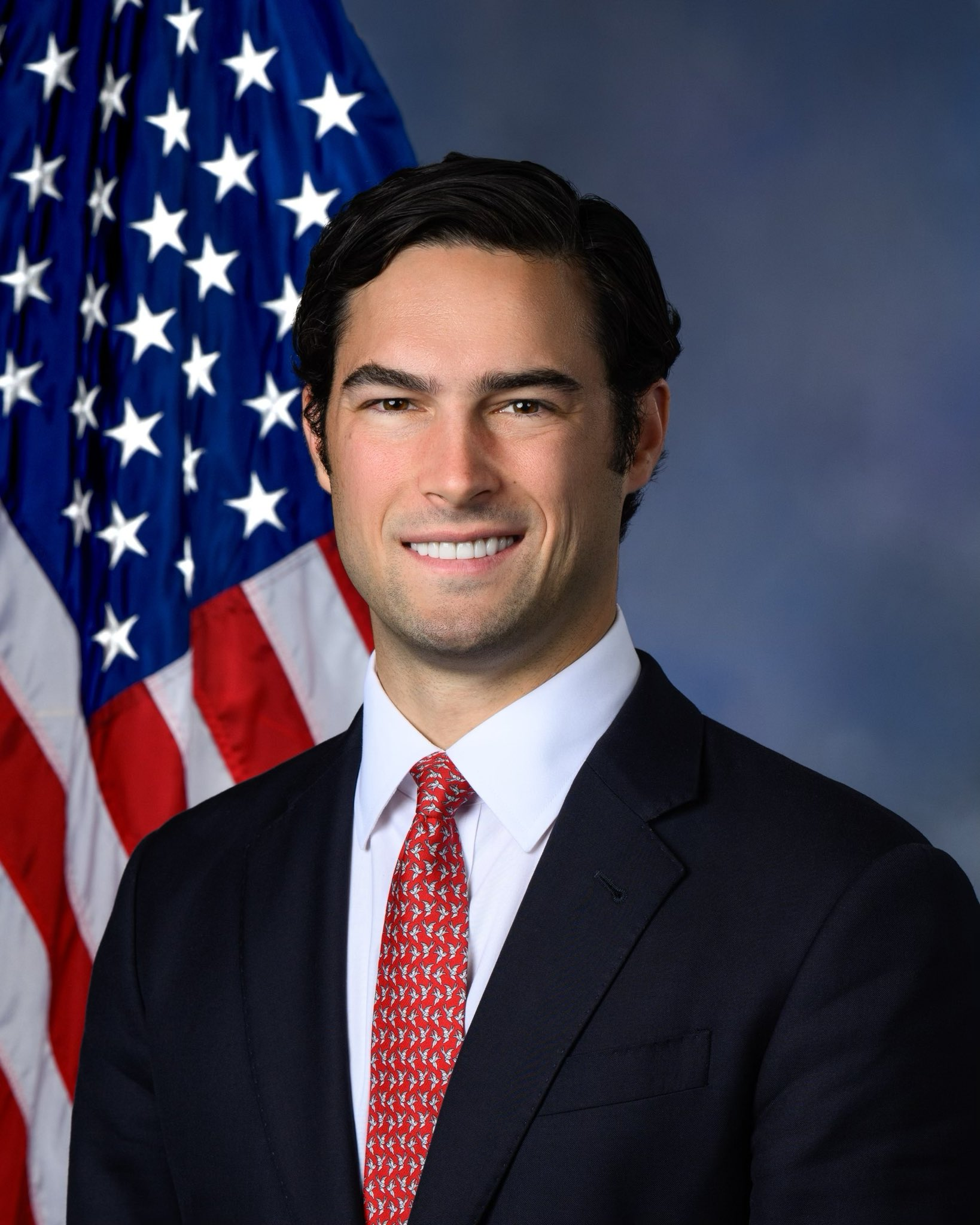
Brandon Gill (2025)

Brandon Gill (* 26. Februar 1994) ist ein US-amerikanischer Medienschaffender und Politiker der Republikaner. Im November 2024 wurde er im 26. Kongresswahlbezirk von Texas gewählt, um das von den nördlichen Vororten von Fort Worth und Dallas bis zur Grenzen zu Oklahoma reichende Gebiet im Repräsentantenhaus der Vereinigten Staaten zu vertreten.

## Leben
Er wuchs in Abilene auf, besuchte bis 2012 die High School in Clyde und studierte am Dartmouth College. Das Studium schloss er mit einem Bachelor ab. Er war dann im Bereich des Investmentbanking und Hedgefonds tätig. Brandon Gill betreute dann eine Pro-Trump-Nachrichtenwebsite, die auch den die Big Lie promotenden Film 2000 Mules von Dinesh D’Souza bewarb.
Er ist mit einer Tochter von Dinesh D’Souza verheiratet. Mit ihr hat er drei Töchter und wohnt in Flower Mound. Das Paar war erst 2022 aus New York City dorthin gezogen, ein Jahr bevor Michael C. Burgess bekannt gab, nicht erneut im 26. Wahlbezirk zu kandidieren.

## Politik
Brandon Gill trat erstmals bei der Wahl zum Repräsentantenhaus der Vereinigten Staaten 2024 für ein öffentliches politisches Amt an. Im Vorwahlkampf konkurrierten elf Republikaner 2024. Mehrere hatten zuvor im Wahlbezirk öffentliche Ämter innegehabt. Republikanische Gruppen von innerhalb und außerhalb von Texas gaben Millionen aus, um Gills Kandidatur zu verhindern. Er erhielt aber Wahlempfehlungen von Donald Trump, Ted Cruz und dem Freedom Caucus. Er gewann die Vorwahl mit 58,5 %. In der Hauptwahl im November 2024 gewann er gegen den Demokraten Ernest Lineberger mit 62,1 %.

### Positionen
Gill versprach, der Führerschaft Donald Trumps zu folgen und sein größter Fürsprecher im 119. Kongress der Vereinigten Staaten zu sein. Trump benötige Anhänger, die bereit seien, für ihn in die Schlacht zu ziehen. Er sei für die Errichtung einer Mauer entlang der mexikanischen Grenze, für die Beschneidung von Bundesausgaben und gegen eine angebliche Instrumentalisierung der Bundesverwaltung gegen Christen und Konservative. Kritiker werfen Brandon Gill vor, zu sehr auf den in New York aufgewachsenen Trump aus Florida zu hören und zu wenig auf die Wähler seines Wahlkreises. Zu Beginn der zweiten Amtszeit von Trump brachte Gill ein Gesetz ein, das Benjamin Franklins Porträt auf der Einhundert-US-Dollar-Banknote durch das Trumps ersetzen sollte. Dies sei nur eine kleine Anerkennung für das, was Trump in den nächsten vier Jahren nach Gills Ansicht erreicht haben werde.
Nachdem der Marines-Veteran Daniel Penny vom Mordvorwurf wegen des Erwürgens eines Obdachlosen in der New Yorker U-Bahn freigesprochen worden war, äußerte Gill, dass die USA mehr Daniel Pennys brauche.
Als der Bundesrichter James Boasberg die Umkehr eines Flugzeuges mit 250 auf Grund des Alien Enemies Act abgeschobenen Gangverdächtigen angeordnet hatte, rief Donald Trump am 17. März 2025 auf Truth Social zu einem Amtsenthebungsverfahren auf. Noch am selben Tag brachte Brandon Gill einen Antrag auf ein Amtsenthebungsverfahren gegen den Bundesrichter ein.
Der Präsident des Obersten Gerichtshofs John Roberts erklärte zu einer Amtsenthebungsverfahren des Richters:

„For more than two centuries, it has been established that impeachment is not an appropriate response to disagreement concerning a judicial decision, the normal appellate review process exists for that purpose.“

(Seit über zwei Jahrhunderten steht fest, dass Amtsenthebungsverfahren keine angemessene Antwort auf die Ablehnung einer richtlichen Entscheidung ist. Der normale Rechtsweg existiert hierfür.)
Gill erklärte in einem Interview darauf, dass er eine Berufungsentscheidung gegen die Entscheidung lieben würde. Diese müsse aber schnell erfolgen und dürfte nicht Monate oder Jahre dauern. Er denke die Amtsenthebungsverfahren sei hier der richtige Weg. Elon Musk gab am Mittwoch, dem 19. März 2025 zu Brandon Gills Wiederwahlkampfkampagne die Höchsumme an Barwahlkampfspenden ($ 6.600), wie auch an die Abgeordneten Eli Crane aus Arizona, Lauren Boebert aus Colorado, Andy Ogles aus Tennessee, Andrew Clyde aus Georgia, und Derrick Van Orden aus Wisconsin, die ebenfalls Amtsenthebungsverfahren gegen Bundesrichter unterstützten. Am 24. März 2025 erklärte er nach einem Gespräch mit Mike Johnson, dem Sprecher des Repräsentantenhauses, dass er nicht auf eine Abstimmung über das Amtsenthebungsverfahren drängen werde. Er hatte zu dem Zeitpunkt zwar neunzehn Unterstützer, aber es bestand keine Mehrheit dafür im Repräsentantenhaus.